# FC Sevastopol
El FC Sevastopol (en ucraniano: ФК "Севастополь") fue un club de fútbol ucraniano de la ciudad de Sebastopol, fundado en 2002. El equipo jugaba en la Liga Premier de Ucrania.
En 2014 tras la anexión de Crimea a Rusia el club se disolvió y se fundó uno nuevo denominado FC SKChF Sevastopol.

## Historia
En la temporada 2001-02 Sebastopol estaba representada por el Chayka. El equipo realizó un mal papel en el aspecto deportivo y experimentó importantes problemas financieros. Al final, terminó último en la Persha Liha y descendió a la Druha Liha.
En 2002 accedió al poder Oleksandr Krasylnykov, presidente de "Krymnaftoservisu", que se convirtió en el patrocinador principal del club. Él se hizo cargo de todos los problemas del club pagando sus deudas. A partir de este momento comienza la historia del nuevo equipo de Sebastopol.
En julio de 2002 fue fundado el actual club de fútbol profesional «Sevastopol» y fue inscrito en la Druha Liha. La formación del equipo fue gestionada por el reconocido experto y experimentado Valeriy Petrov, que fichó a jugadores como Serhiy Lezhentsev, Andriy Oparin, Oleksandr Hennadiy Kundenky, Serhiy Yesin, Dmytro Nazarov y otros.
La primera temporada de la historia del FC Sevastopol, fue la temporada 2002-03 y los comienzos fueron graves. El club pasó cinco temporadas en la Druha Liha hasta que, finalmente, en la temporada 2006-07 el club logró el ascenso a la Persha Liha tras proclamarse campeón. Además, en esa misma temporada, el equipo alcanzó los cuartos de final de la Copa de Ucrania.
Para la temporada 2009-10 el Sevastopol consiguió el histórico ascenso a la Liga Premier, pero descendió en esa misma temporada al perder la lucha por el descenso en un dramático final de liga contra el Illichivets Mariupol en la última jornada. Antes de esta jornada, el equipo estaba clasificado en el 14º lugar, superando a Illichivets en un punto.
Debido a la anexión de Crimea a Rusia, la UEFA le permitió al Sevastopol cambiarse a la Liga Premier de Rusia para la temporada 2014/15.

## Estadio

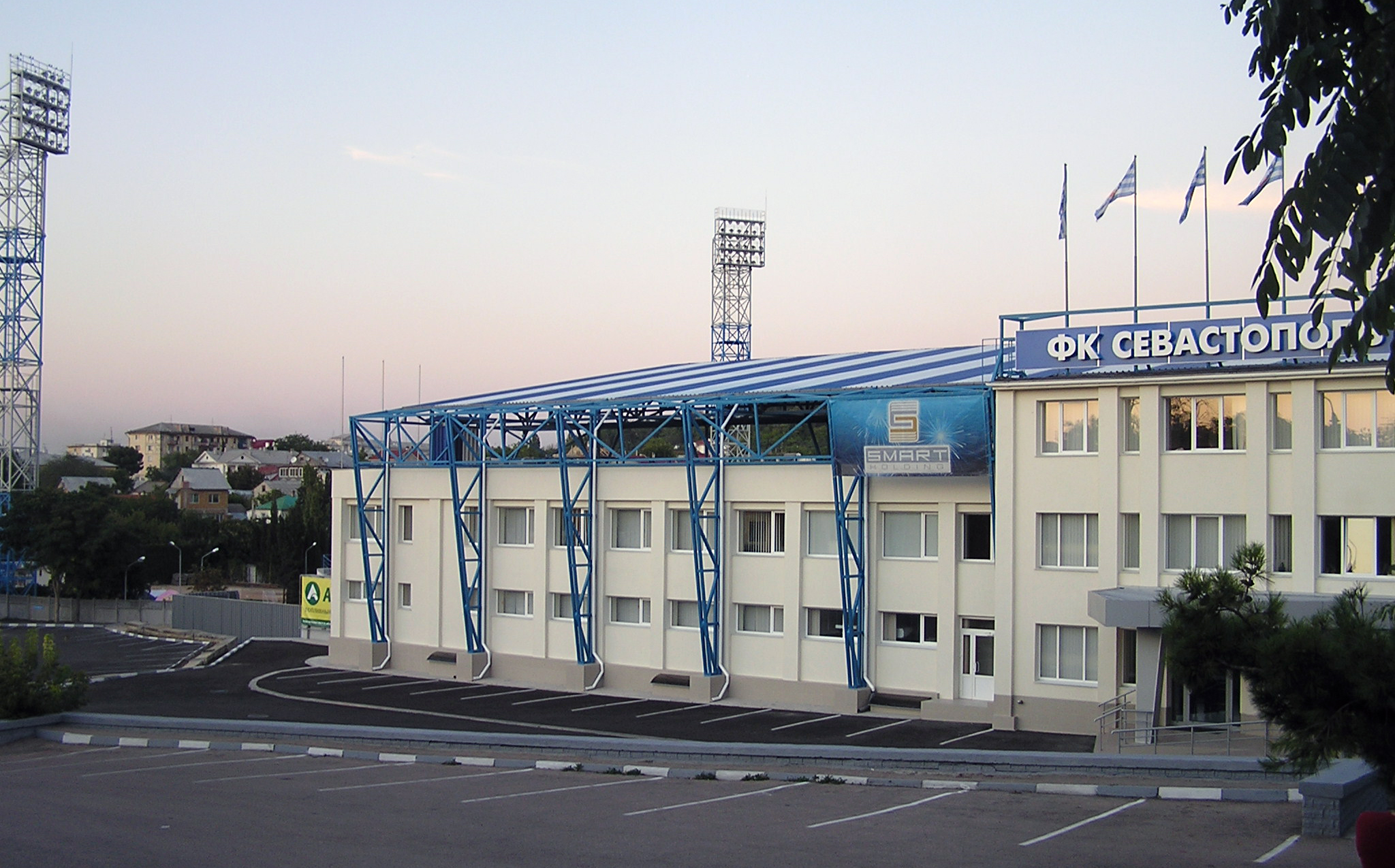
Exterior del estadio SKS Arena.

Durante los primeros años de la historia del club, el estadio se encontraba fuera de la ciudad de Sebastopol, en el estadio de Druzhba situado en Bakhchisaray, Crimea. Después del parón invernal regresaron a la ciudad de Sebastopol, donde el club había remodelado su antiguo estadio, el SKS Arena. Hay intención de reconstruir el estadio Hirnyk en Balaklava, que forma parte del municipio de Sebastopol.

## Palmarés
- Persha Liha: 2

2009-10, 2012-13
- Druha Liha: 1

2006-07 Grupo B

## Entrenadores
- Valeriy Petrov (julio de 2002–05)
- Serhiy Puchkov (2005-de septiembre de 2008)
- Oleh Leschynskyi (septiembre de 2008-junio de 2010; septiembre de 2010–diciembre de 2010)
- Serhiy Shevchenko (junio de 2010-septiembre de 2010)
- Angel Chervenkov (diciembre de 2010 – junio de 2011)
- Oleksandr Ryabokon (junio de 2011– octubre de 2011)
- Serhiy Puchkov (octubre de 2011 - junio de 2012)
- Aleh Konanaw junio de 2012 - agosto de 2013)
- Hennadiy Orbu (interino) (agosto de 2013–noviembre de 2013)
- Serhiy Konovalov (interino) (noviembre de 2013–enero de 2014)
- Angel Chervenkov (enero de 2014–)

## Historia en Liga y Copa
| Temporada | División | Pos. | J  | G  | E | P  | GF | GC | Pts. | Copa             | Europa | Europa | Notas      |
| --------- | -------- | ---- | -- | -- | - | -- | -- | -- | ---- | ---------------- | ------ | ------ | ---------- |
| 2002–03   | 3.ª "B"  | 9    | 30 | 12 | 4 | 14 | 31 | 36 | 40   | 1/32             |        |        |            |
| 2003–04   | 3.ª "B"  | 10   | 30 | 10 | 8 | 12 | 26 | 33 | 38   | 1/32             |        |        |            |
| 2004–05   | 3.ª "B"  | 13   | 26 | 7  | 4 | 15 | 19 | 34 | 25   | 1/32             |        |        |            |
| 2005–06   | 3.ª "B"  | 3    | 28 | 15 | 6 | 7  | 48 | 29 | 51   | 1/64             |        |        |            |
| 2006–07   | 3.ª "B"  | 1    | 28 | 21 | 1 | 6  | 58 | 21 | 64   | Cuartos de final |        |        | Ascendido  |
| 2007–08   | 2.ª      | 15   | 38 | 12 | 7 | 19 | 38 | 55 | 43   | 1/16             |        |        |            |
| 2008–09   | 2.ª      | 4    | 32 | 15 | 6 | 11 | 43 | 41 | 51   | 1/32             |        |        |            |
| 2009–10   | 2.ª      | 1    | 34 | 24 | 4 | 6  | 68 | 27 | 76   | 1/32             |        |        | Ascendido  |
| 2010–11   | 1.ª      | 15   | 30 | 7  | 6 | 17 | 26 | 48 | 27   | 1/8              |        |        | Descendido |
| 2011–12   | 2.ª      | 3    | 34 | 23 | 7 | 4  | 60 | 22 | 76   | 1/16             |        |        |            |
| 2012–13   | 2.ª      | 1    | 34 | 22 | 8 | 4  | 71 | 22 | 74   | Semifinales      |        |        | Ascendido  |
| 2013–14   | 1.ª      | 9    | 28 | 10 | 5 | 13 | 32 | 43 | 35   | 1/16             |        |        |            |